# Estación de Falguière
Falguière es una estación de la línea 12 del metro de París situada al sur de la capital, en el XV Distrito de la ciudad. 

## Historia
Fue inaugurada el 5 de noviembre de 1910. Formaba parte del tramo inicial de la línea A, que luego se convertiría en la línea 12, uniendo Notre Dame de Lorette con Porte de Versailles.
Debe su nombre al escultor francés Alexandre Falguière.

## Descripción
Se compone de dos andenes laterales de 75 metros de longitud y de dos vías.
Su diseño sigue un estilo llamado carrossage utilizado en los años 50 y 60 que pretendía romper con los esquemas clásicos. Para ello se optó por cubrir omnipresentes azulejos blancos revistiendo las estaciones usando paneles y llamativas molduras coloreadas que abarcaban todo el ancho de la pared. Enmarcados, los anuncios publicitarios o la señalización lograban destacar mucho más. Aunque este tipo de diseño fue muy apreciado en su momento, se acabó descartando porque su mantenimiento era costoso y complejo ya que cualquier actuación exigía retirar el revestimiento. Si bien muchas estaciones que lo lucían han regresado a diseños más clásicos no es el caso de Falguière que sigue conservando sus molduras horizontales de color amarillo mientras que las verticales, usadas en los paneles publicitarios son doradas.
La iluminación corre a cargo del anticuado modelo néons, donde unos sencillos tubo fluorescente se descuelgan de la bóveda para iluminar los andenes.
La señalización, enmarcada dentro del estilo carrossage emplea una de sus tipografías más antiguas donde el nombre de la estación aparece sobre un fondo marrón con letras amarillas. Por último, los asientos, más recientes, son individualizados y de tipo Motte.  